# Frank Westerman
Frank Martin Westerman (Emmen, 13 november 1964) is een Nederlands journalist en schrijver. Sinds 2002 woont en werkt hij in Amsterdam.

## Loopbaan
Westerman groeide op in een Nederlands-hervormd gezin in Assen, als zoon van een NAM-ingenieur. Hij studeerde Tropische Cultuurtechniek aan de Landbouwuniversiteit Wageningen. Voor zijn afstudeeronderzoek verbleef hij in 1987 in Puno in het zuiden van Peru, waar hij de precolumbiaanse irrigatiemethoden van de Aymara in de Andes bestudeerde. In die tijd schreef hij zijn eerste journalistieke reportages.
In 1992 werd Westerman correspondent voor de Volkskrant in Belgrado. Als verslaggever van NRC Handelsblad bezocht hij nadien diverse internationale brandhaarden. Samen met collega-journalist Bart Rijs wist hij als enige journalist door te dringen tot Srebrenica ten tijde van de val in 1995. Zij schreven daarover het boek Het zwartste scenario waarbij ze geheime VN-documenten en interviews met ooggetuigen gebruikten om de Srebrenica-crisis te reconstrueren. Tussen 1997 en 2002 was Westerman correspondent voor NRC Handelsblad in Moskou.
Regisseur Hans Fels liet zich voor zijn documentaire 'Perfect horse' inspireren door Westermans boek Dier, bovendier uit 2010. In 2013/2014 presenteerde de schrijver de serie Nederland in 7 overstromingen van de NTR op NPO 2.

## Bestseller 60
| Boeken met noteringen in de Nederlandse Bestseller 60 | Jaar van verschijnen | Datum van binnenkomst | Hoogste positie | Aantal weken | Opmerkingen                                              |
| ----------------------------------------------------- | -------------------- | --------------------- | --------------- | ------------ | -------------------------------------------------------- |
| Ararat                                                | 2007                 | 14-02-2007            | 7               | 16           | shortlistnominatie AKO Literatuurprijs 2007              |
| Dier, bovendier                                       | 2010                 | 29-09-2010            | 21              | 2            |                                                          |
| Stikvallei                                            | 2013                 | 06-11-2013            | 12              | 10           |                                                          |
| Een woord een woord                                   | 2016                 | 27-04-2016            | 29              | 2            | bekroond met de Brusseprijs en de Bob den Uyl-prijs 2017 |
| Wij, de mens                                          | 2018                 | 31-10-2018            | 51              | 1            |                                                          |
| De wereld volgens Darp                                | 2019                 | 13-11-2019            | 57              | 1            |                                                          |
| Zeven dieren bijten terug                             | 2024                 | 05-06-2024            | 39              | 2            |                                                          |